# 文学社
文学社（ぶんがくしゃ）は、清末に武漢新軍の中に設立された革命団体。1909年旧暦1月9日に武昌の黄鶴楼に於いて設立された。文学社の基本方針は「漢族の復興と満族の排除、専制政治の転覆、漢族による政権奪取」であった。
発起人には張廷輔、劉復基、蔣翊武、李擎甫、沈廷楨、張筱渓、唐子洪、商旭旦、謝鳴岐、蕭良才、曹珩、黄季修の12人である。社長には蔣翊武、副社長には劉復基が就任し、本部は武昌小朝街85号に設置された。
文学社は辛亥革命の発端となったの武昌起義で共進会と共に中心的役割を果たした。会員として参加するには官憲の取締りを警戒し厳格な資格審査が行われた。辛亥革命以前には新軍内部の各階層に400名以上のメンバーを擁していた。